# Passiflora phaeocaula
Passiflora phaeocaula Killip – gatunek rośliny z rodziny męczennicowatych (Passifloraceae Juss. ex Kunth in Humb.). Występuje naturalnie w Kolumbii, Wenezueli oraz Brazylii (w stanach Amazonas i Pará). 

## Morfologia
PokrójZdrewniałe, trwałe, owłosione liany.
LiścieLancetowate lub eliptycznie owalne. Mają 6–15 cm długości oraz 3–7 cm szerokości. Całobrzegie, z ostrym wierzchołkiem. Ogonek liściowy jest owłosiony i ma długość 10–15 mm. Przylistki są nietrwałe.
KwiatyZebrane w pary. Działki kielicha są podłużne, mają 1,7–2 cm długości. Płatki są liniowo podłużne, mają 1,5–1,8 cm długości. Przykoronek ułożony jest w jednym rzędzie, ma 3–4 mm długości.

## Biologia i ekologia
Występuje na nizinnych sawannach.